# Schachbundesliga 2003/04 (Österreich)
Die Saison 2003/04 war die 29. Spielzeit der österreichischen Schachbundesliga und gleichzeitig die erste Saison nach der Umbenennung des Bewerbes von „Staatsliga“ in „Bundesliga“. Neben dem Namen wurde auch die Berechnung der Mannschaftspunkte geändert, anstelle der Zwei-Punkte-Regel (zwei Punkte für einen Sieg, einen Punkt für ein Unentschieden, keinen Punkt bei einer Niederlage) galt jetzt die Drei-Punkte-Regel (drei Punkte für einen Sieg, einen Punkt für ein Unentschieden, keinen Punkt bei einer Niederlage).
Aus der Staatsliga B, die nunmehr in „Zweite Bundesliga“ umbenannt wurde, waren Union Ansfelden, SV Schwarzach und der 1. Wiener Neustädter SV aufgestiegen. Während Ansfelden und Schwarzach den Klassenerhalt erreichten, musste der 1. Wiener Neustädter SV als einziger Aufsteiger gleich wieder direkt wieder absteigen. Rein sportlich wäre allerdings mit dem SV Schwarzach ein zweiter Aufsteiger abgestiegen. Da jedoch mit dem SV NÖ Melk-Wachau und dem SK Gleisdorf zwei Vereine ihre Mannschaften aus der Bundesliga zurückzogen, blieben der SV Schwarzach ebenso wie der Vorjahresmeister ESV Austria Graz als besser platzierte Vereine in der Bundesliga.
Neuer Meister wurde der im Vorjahr nur knapp dem Abstieg entronnene SK Hohenems mit 2,5 Punkten Vorsprung. Enttäuschend agierte der Titelverteidiger ESV Austria Graz, der trotz unveränderter Besetzung als Elfter ohne die beiden erwähnten Rückzüge aus sportlicher Sicht abgestiegen wäre.
Zu den gemeldeten Mannschaftskadern der teilnehmenden Vereine siehe Mannschaftskader der österreichischen 1. Bundesliga im Schach 2003/04.

## Termine und Spielorte
Die Wettkämpfe fanden statt vom 28. bis 30. November 2003 in Graz, vom 22. bis 25. Januar 2004 in Velden am Wörther See und vom 18. bis 21. März in Jenbach.

## Abschlusstabelle
| Pl. | Verein                      | Sp | G | U | V | Brett-P.  | MP |
| --- | --------------------------- | -- | - | - | - | --------- | -- |
| 01. | SK Hohenems                 | 11 | 8 | 3 | 0 | 41,0:25,0 | 27 |
| 02. | SK Fürstenfeld              | 11 | 6 | 2 | 3 | 38,5:27,5 | 20 |
| 03. | Union Ansfelden (N)         | 11 | 4 | 6 | 1 | 36,0:30,0 | 18 |
| 04. | SV NÖ Melk-Wachau           | 11 | 4 | 3 | 4 | 35,5:30,5 | 15 |
| 05. | SV Tschaturanga Neubau      | 11 | 7 | 2 | 2 | 34,5:31,5 | 23 |
| 06. | SC Die Klagenfurter         | 11 | 3 | 6 | 2 | 34,5:31,5 | 15 |
| 07. | SV Frohnleiten              | 11 | 3 | 3 | 5 | 32,5:33,5 | 12 |
| 08. | Schachklub Jenbach          | 11 | 2 | 4 | 5 | 31,5:34,5 | 10 |
| 09. | SK Gleisdorf                | 11 | 3 | 2 | 6 | 30,5:35,5 | 11 |
| 10. | SV Schwarzach (N)           | 11 | 4 | 2 | 5 | 29,5:36,5 | 14 |
| 11. | ESV Austria Graz (M)        | 11 | 2 | 3 | 6 | 27,5:38,5 | 09 |
| 12. | 1. Wiener Neustädter SV (N) | 11 | 1 | 2 | 8 | 24,5:41,5 | 05 |

Anmerkungen:
|     | Österreichischer Meister: SK Hohenems                                                                                   |
|     | Abstieg in die 2. Bundesliga: SV NÖ Melk-Wachau, SK Gleisdorf (beide freiwillig zurückgezogen), 1. Wiener Neustädter SV |
| (M) | Meister der letzten Saison                                                                                              |
| (N) | Aufsteiger der letzten Saison                                                                                           |

## Kreuztabelle
| Ergebnisse | Ergebnisse              | 01. | 02. | 03. | 04. | 05. | 06. | 07. | 08. | 09. | 10. | 11. | 12. |
| ---------- | ----------------------- | --- | --- | --- | --- | --- | --- | --- | --- | --- | --- | --- | --- |
| 01.        | SK Hohenems             |     | 3½  | 4½  | 3½  | 4   | 4   | 3   | 3   | 3½  | 4   | 3   | 5   |
| 02.        | SK Fürstenfeld          | 2½  |     | 3   | 3   | 5   | 2½  | 3½  | 2½  | 3½  | 4½  | 4½  | 4   |
| 03.        | Union Ansfelden         | 1½  | 3   |     | 3½  | 3   | 3   | 4   | 3   | 3   | 3   | 4   | 5   |
| 04.        | SV NÖ Melk-Wachau       | 2½  | 3   | 2½  |     | 2½  | 3   | 3½  | 4   | 3   | 2½  | 5   | 4   |
| 05.        | SV Tschaturanga Neubau  | 2   | 1   | 3   | 3½  |     | 3   | 3½  | 3½  | 4   | 3½  | 3½  | 4   |
| 06.        | SC Die Klagenfurter     | 2   | 3½  | 3   | 3   | 3   |     | 3   | 3   | 4   | 4½  | 2½  | 3   |
| 07.        | SV Frohnleiten          | 3   | 2½  | 2   | 2½  | 2½  | 3   |     | 3   | 4½  | 2½  | 3½  | 3½  |
| 08.        | Schachklub Jenbach      | 3   | 3½  | 3   | 2   | 2½  | 3   | 3   |     | 2½  | 4   | 2½  | 2½  |
| 09.        | SK Gleisdorf            | 2½  | 2½  | 3   | 3   | 2   | 2   | 1½  | 3½  |     | 2½  | 4   | 4   |
| 10.        | SV Schwarzach           | 2   | 1½  | 3   | 3½  | 2½  | 1½  | 3½  | 2   | 3½  |     | 3   | 3½  |
| 11.        | ESV Austria Graz        | 3   | 1½  | 2   | 1   | 2½  | 3½  | 2½  | 3½  | 2   | 3   |     | 3   |
| 12.        | 1. Wiener Neustädter SV | 1   | 2   | 1   | 2   | 2   | 3   | 2½  | 3½  | 2   | 2½  | 3   |     |

## Die Meistermannschaft
| 1.            | SK Hohenems |
| Schachfiguren | GM Jan Gustafsson (11 Spiele / 7,5 Punkte), IM Valery Atlas (11/6,5), IM Alexander Naumann (11/6,5), Günter Amann (2/1,0), FM Jurij Sinowjew (3/0,5), FM Milan Novkovic (11/7,0), IM Guntram Gärtner (11/8,5) und Heinz Grabher (6/3,5). |